# Dom-debatten

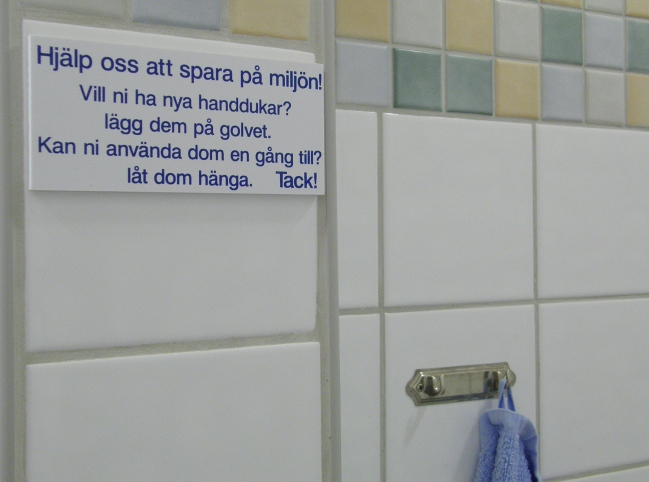
Skylt med både stavningen dem och stavningen dom i samma text.

Dom-debatten är en diskussion angående förslag om att i svenskt skriftspråk och skolundervisning införa stavningen dom (uttalat /dɔm/ dåmm) som ersättning för pronomenformerna de och dem, och för den bestämda artikeln de. Ett av argumenten för en sådan stavningsreform är att de och dem har ersatts av dom i talspråket i de allra flesta svenska dialekter, och att många därför har svårigheter att skilja mellan de och dem. Debatten var mest intensiv under 1970- och 1980-talen, men har blossat upp flera gånger sedan dess.

## Användning och rekommendationer

### Användning avdom
Språkrådet rekommenderar att distinktionen de och dem upprätthålls i de flesta texter, såsom dagstidningar, myndighetsinformation, vetenskapliga artiklar och dylikt, medan den talspråkshärmande stavningen dom ibland kan användas i vardagliga eller talspråkliga texter, såsom i repliker eller dialog eller annan text som signalerar talspråklighet eller vardaglighet, och även i barnlitteratur.

### Användning avdeochdem
| Numerus | Singular  | Singular  | Singular    | Singular  | Plural    | Plural    | Plural    |
| Person  | 1:a pers. | 2:a pers. | 3:e pers.   | 3:e pers. | 1:a pers. | 2:a pers. | 3:e pers. |
| ------- | --------- | --------- | ----------- | --------- | --------- | --------- | --------- |
| Subjekt | jag       | du        | han/hon     | den/det   | vi        | ni        | de        |
| Objekt  | mig       | dig       | honom/henne | den/det   | oss       | er        | dem       |

Svenskans personliga pronomen har i regel olika form beroende på om pronomenet är subjekt eller objekt i meningen, till exempel jag ser hunden (subjekt), men hunden ser mig (objekt), så kallad kasusböjning. Enligt dessa regler används de när pronomenet är subjekt, och dem när pronomenet är objekt. Det betyder att de används när det är de som utför handlingen, exempelvis de äter, medan dem används när de utsätts för en handling som utförs av någon annan, exempelvis jag äter dem.
- Exempel på de (subjekt): 
  - De gick. (jämför med vi gick, inte oss gick.)
  - Vad vill de? (jämför med vad vill ni?, inte vad vill er?)
- Exempel på dem (objekt): 
  - Hon såg dem. (jämför hon såg oss, inte hon såg vi.)
  - Hon sa åt dem att stanna. (dem används efter prepositioner såsom åt, jämför åt oss.)
  - Dem har han aldrig sett. (jämför han har aldrig sett oss, respektive oss har han aldrig sett.)

Språkbrukare som är osäkra på användningen av de/dem råds ofta att på detta vis byta ut de/dem mot vi/oss och använda de på de ställen där man hade använt vi, och dem på de ställen där man hade använt oss. Ibland hänvisar man också till att de och dem motsvarar engelskans they respektive them, där svenskspråkiga sällan gör fel. Problemet med oss-testet kan vara att många som har svårt för att skilja mellan de och dem till att börja med, också tenderar att ha svårt för att abstrahera språket och byta ut ett ord mot ett annat med samma form, men med annan betydelse.
Att ändra form på pronomenet efter funktionen i satsen är konsekvent i första person (jag/mig, vi/oss) och i andra person (du/dig, ni/er), men vacklar i tredje person. I tredje person singular är nämligen honom objektsformen av han i skriftspråk, medan objektsformen han även är mycket vanlig i talspråk och dialekter, som i jag ser han.  I en del dialekter eller sociolekter används objektsformen hon på samma sätt (jag ser hon), även om denna användning inte är lika vanlig. För pronomenen den/det är objektsformen densamma som subjektsformen: den ser mig (subjekt), och jag ser den (objekt). 
Ett liknande fenomen finns alltså i tredje person plural, där skriftspråket skiljer mellan de (subjekt) och dem (objekt), men där talspråket i regel har samma form för båda: dom.

#### Orsaker till felanvändning
Redan i Erik Wellanders Riktig svenska från 1948 menar han att personer som uttalar båda former som dom har ”svag känsla för den skillnad, skriftspråket gör mellan de och dem, och de bruka därför ej sällan dessa former oriktigt.” En felanvändning av de och dem tyder på att användaren är osäker på formerna, men ändå betraktar de/dem som riktigt skriftspråk, snarare än att i stället nyttja dom som form. En tendens i felanvändningen av de och dem är att generalisera mönstret till ordföljd, så att skribenten överanvänder dem efter verb, eftersom det oftast är där objekt brukar komma. På så sätt uppstår fel som vad kostar dem?.

### Föresom-satser
I vissa grammatiska sammanhang kan man enligt nuvarande skrivregler skriva antingen de eller dem. Det gäller i synnerhet när pronomenet är objekt i en sats och följs av en relativsats (som-sats):
- Rektorn hade långa överläggningar med de/dem som ville lägga om schemat.

Både objektsformen dem som och subjektsformen de som i meningar som denna har långa anor. Objektsformen används redan i Gustav Vasas bibel från 1526 och i flertalet senare bibelöversättningar, men i Gustav Vasas utökade utgåva från 1541 förekommer även subjektsformen. Äldre språkvård förordade enbart objektsformen dem som i meningar som den ovan, eftersom dem är objekt i en mening såsom rektorn hade långa överläggningar med dem. I dialekter som gör skillnad mellan de och dem i tal vacklar dock användningen i meningar som dessa och man kan i sådana dialekter höra meningar som ingen av di som är här. Sedan åtminstone 1980-talet anses med de som vara lika korrekt som med dem som och Språkrådet godkänner med de som, med argumentet att de som numera kan ses som en sammanhållen konstruktion, där de inte uppfattas som ett böjbart pronomen. Liknande fall finns nämligen även hos andra pronomen:
- Vi vill säga välkomna till alla ni/er som har valt att resa med X-resor.

### Efteränochsom
Efter orden än och som förekommer ibland ett pronomen i objektsform, till exempel han är större än mig eller han är lika stor som mig. I sådana meningar behandlar man än och som som prepositioner som kräver objektsformen, jämför hon sa åt mig. Detta var enligt äldre språkvård inte accepterat, men enligt nuvarande rekommendationer är båda uttryckssätten korrekta i skrift. I de flestas talspråk görs ingen skillnad i uttalet mellan än de respektive än dem, men i skrift är alltså båda skrivsätten korrekta.
Enligt äldre språkvård bestäms formen av pronomenet utifrån huruvida man jämför med ett subjekt eller ett objekt, det vill säga vilken funktion som pronomenet skulle ha i en fullständig sats.
- Jag gillar honom lika mycket som de [gör].
- Jag gillar honom lika mycket som [jag gillar] dem.

- Han har hjälpt mig mycket mera än de [har gjort].
- Han har hjälpt mig mycket mera än [han har hjälpt] dem.

Språkbruket i meningar som dessa har länge varit vacklande, men Språkrådet rekommenderar att i meningar som dessa fundera på om en betydelseskillnad kan uppstå, snarare än att konsekvent alltid använda samma pronomenform.

## Historisk bakgrund tilldeochdem
Subjektsformen de har sitt ursprung i den fornsvenska maskulina subjektsformen þēr, medan objektsformen dem stammar från motsvarande dativform, þēm. Ursprungligen fanns även en separat ackusativform, þā eller þē, som redan under 1300-talet, och i synnerhet från och med 1400-talet ersätts av dativformen. Under senare delen av 1400-talet blir detta sammanfall allmänt. Ursprungligen är e:et i þēm långt, men det förkortas i obetonad position och rundas senare till o (jämför utvecklingen av sem > som). Ordets obetonade ställning påverkar den inledande konsonanten som blir en tonande dental frikativa [ð] och senare en klusil [d]. Flera dialekter har skilt mellan en betonad form och en obetonad form, så det är möjligt att två olika former har kunnat samexistera redan i fornsvenskan, jämför gutamålets betonade daim, men obetonade dum.
Från åtminstone 1500-talet hade de kommit att uttalas med en i-vokal, di (fornsvenska þir, thi, di), och uttalen di och dom var allmänt talspråk långt in på 1900-talet. Det har föreslagits att i-vokalen i di uppkom som övergång av långt e-ljud i obetonad ställning, i analogi med pronomenen vi och i (= ni) och att uttalet med i-vokal förhindrade en uttalskollision med pronomenet det. Med tiden kom dock objektsformen dem i många dialekter att användas även i subjekt, i synnerhet i många norrländska dialekter som däm (däm komma ’de kommer’), och i delar av Svealand, sedermera även i Stockholm som dom. I Stockholm tränger uttalet dom sedan ut di i början av 1900-talet. Hos stockholmare födda i början av 1900-talet och inspelade på 1960-talet är dom allenarådande; hos stockholmare födda under andra halvan av 1800-talet kunde di som subjekt och dom som objekt förekomma i synnerhet hos överklassen och hos kvinnor. Då hade talspråket i större delarna av Norrland, Uppland och Dalarna sedan länge haft former som dom, däm i subjektsform.

### Stavningendom

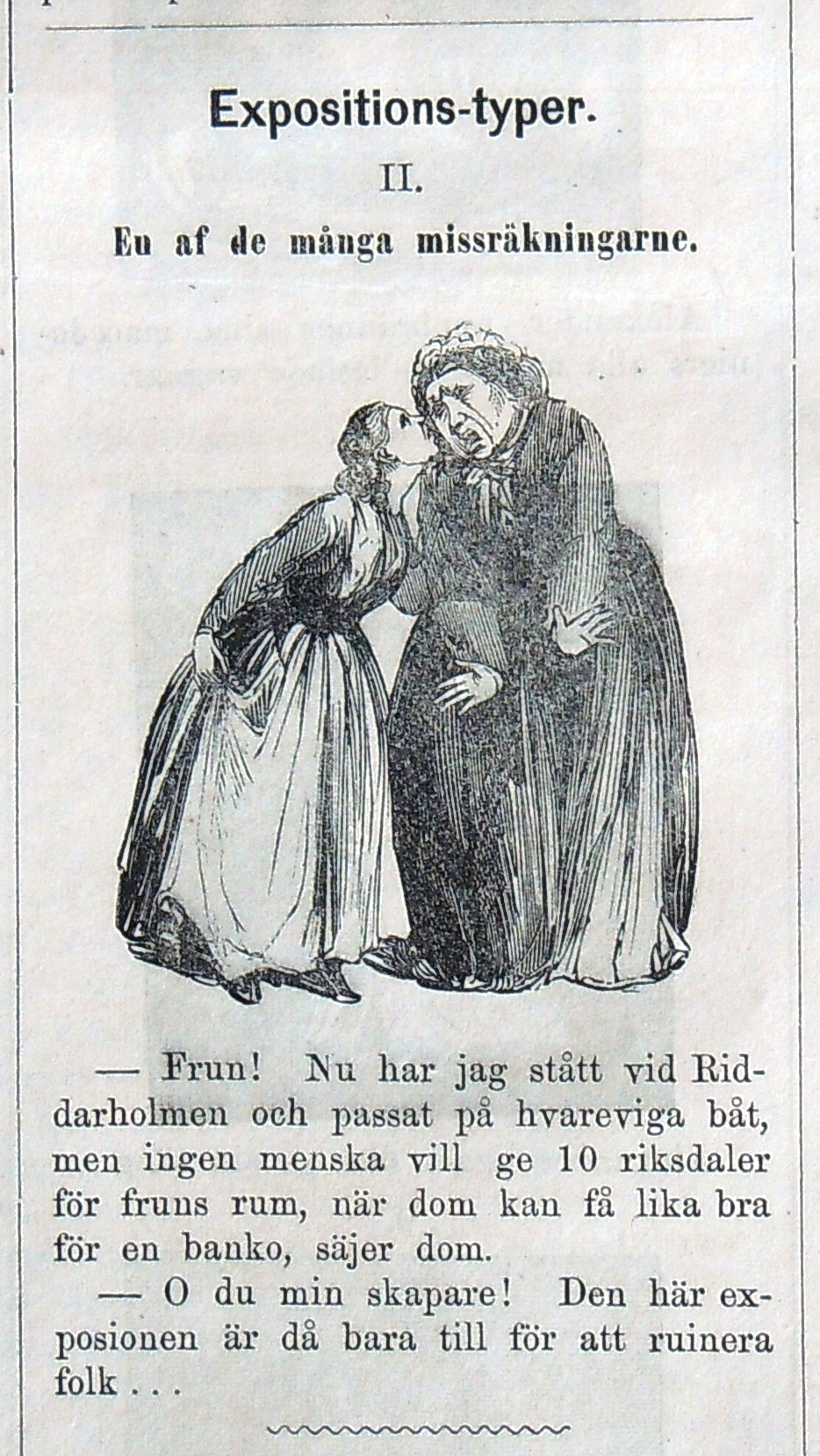
Tidigt exempel på skrivet dom ur tidningen Söndags-Nisse 26 juni 1866.

De tidigaste beläggen av en användning av dom som subjektsform kommer från yngre fornsvensk tid på 1400-talet. I Stockholms stads tänkeböcker från 1500-talet förekommer thom, dom någon enstaka gång som subjekt i skrift. Till exempel skriver den stockholmsfödde stadssekreteraren Blasius Olsson år 1551: ”huilkin betalning thom bekende siig … anammat haffue”. I skrifter från kungahuset och rådsaristokratin förekommer stundom di som subjekt i skrift, men inte dom, vilket tyder på att man i talspråket i dessa kretsar sade di och dom. I sina brev från 1626–1632 skriver till exempel adelsmannen Conrad von Falkenberg i en tyskinfluerad talspråklig stil die som subjekt och dåm, dom som objekt.
1702 skriver Magnus Stenbock ett brev till sin hustru där han i barnslig stil skriver ”dom andra små banana” [= barnen], vilket tyder på att uttalet dom hade utvidgats till bestämd artikel, åtminstone i ”lägre språk”.
Under 1700-talet förekommer inte dom ens i ledigt skriftspråk, inte ens som objekt. Hos Bellman förekommer stavningen di, men inte dom. 1796 skriver Gustaf Sjöborg en språklära för tyskar, där han vittnar om att man ”i Stockholmsdialekten även säger dom för de och dem”.
Under hela 1800-talet förekommer stavningen dom ytterst sällan i skönlitteraturen, även i dialog, medan di är vanligare. Ett tidigt exempel finns i Fredrik Cederborghs Ottar Trallings levnadsmålning (1810) där han låter en berusad person av lägre social klass använda dåm, som vid tiden hade vulgär klang. I Söndags-Nisse på 1860-talet förekommer både di och dom i repliker subjektsställning, för att ge stockholmsk prägel till dialogen.
I romanen Det gamla husets historia (1897) av Algot Sandberg, som utspelar sig i Stockholm, förekommer dom hos pojkar och hos män av lägre socialklass, medan Sandberg låter figuren fru Blom använda di. Likaså i Anderssonskans Kalle (1901) av Emil Norlander växlas di med dom i replikerna, och i Martin Kochs skildringar av arbetarklassmiljön i Stockholm i Arbetare (1912) och Guds vackra värld (1916) växlar replikerna också mellan di och dom.

### Uttalet avdeochdemi äldre språkvård
Uttalet dom ansågs dock länge vara mindre vårdat än uttalet di. Gustaf Cederschiöld skriver i boken Om svenskan som skriftspråk från 1897 att de ”vanligen uttalas di (på vulgär stockholmska dåm)” I Adolf Noreens Vårt språk från 1903 anser han uttalet dom tillhöra den lägsta av sex olika talade stilnivåer, nämligen en ”vulgär eller simpel stil: omedvetet eller medvetet, men i det sednare fallet afsiktligt, obildadt språk” och även där som parallellform till di. I en annan bok av Cederschiöld med titeln Framtidssvenska från 1917 skriver han ”uttalsformerna mej, dej, sej borde också skrivas och tryckas i all sådan text, där de vid en naturligt uppläsning böra höras. Att i sådan vardaglig stil pluralen av tredje personens personalpronomen bör skrivas di i st. f. de, kunde väl snart bli överenskommet.” I Svenska Akademiens ordboks uppslag från 1910 anges uttalet av de i ledigt tal vara di, och uttalet dom nämns inte alls.
Erik Wellanders Riktig svenska från 1948 anger han att uttalet di ”anses mera vårda[t] än dom, som stöter mången, särskilt av den äldre generationen. Dom synes dock snabbt vinna mark, t.ex. i Skåne”. Ett liknande något tidigare vittnesmål finns i Gösta Bergmans Provinsialismer och skråspråk från 1943 som skriver att uttalet dom ”visar en tydlig tendens att sprida sig söderut, en tendens som gör sig särskilt märkbar bland ungdomen.” Dialektforskaren Ingemar Ingers menar i boken Språket i Lund från 1957 att uttalet dom spred sig i Skåne först i städerna runt Södra stambanan på 1910-talet, i Malmö tidigare än i Lund, men att spridningen av uttalet dom ökade efter 1930.  Ännu i Elias Wesséns Vårt svenska språk från 1970 står: ”Under senare tider har formen dem, vanligen uttalad dåmm, i allt större utsträckning börjat användas också som subjekt, i stället för de, särskilt i Mellansveriges talspråk”.
Det är alltså främst under andra halvan av 1900-talet som uttalet dom har kommit att användas som subjektsform även i formellare talspråk, och har brett ut sig i Sydsverige. Uttalet di angavs fortfarande som huvudsakligt vardagligt uttal före dom i Svenska Akademiens ordlista (SAOL) från 1986, vilket visar att detta uttal länge förespråkades av språkvårdare.

#### Uttalet/deː/
Vid 1900-talets början ansåg man att de i vårdat tal borde utläsas som det skrivs, det vill säga /deː/. I Ivar Adolf Lyttkens och Fredrik Wulffs Svensk uttalsordbok från 1889 anges uttalet vara ”de, ledigt di”. I Vårt språk (1903) anser Adolf Noreen uttalet de vara det lämpliga för en högre stil såsom vid föredrag, offentliga diskussioner och skådespel men även vid finare samtalsspråk som i ”societetens konversation”. Uttalet di var ett mera vardagligt uttal vid ”okonstladt umgänge”.  I Svenska Akademiens ordboks uppslag från 1910 anges uttalet vara de vid ”vårdad uppläsning, ofta i vårdadt tal, mera sällan i ledigt tal”.
På 1950-talet rekommenderade Nämnden för svensk språkvård Tidningarnas Telegrambyrå (TT) att de vid nyhetsuppläsningar i radio och tv skulle utläsas som just de, vilket efterföljdes på TT in på 1970-talet, men i mindre utsträckning på Sveriges Radio. Detta skriftenliga uttal ansågs dels vara neutralt eftersom det inte stötte varken di-sidan eller dom-sidan, men man menade också att just upplästa manus inte skulle vara talspråkliga utan följa skriften, eftersom det inte rörde sig om talspråk.
| ”                                               | Det är därför helt naturligt och rimligt att personer som av födsel och ohindrad vana säger dom eller säger di bibehåller dessa former i vanligt samtalsspråk och i det hela då talet flyter okontrollerat, t. ex. i intervjuer i radio eller i mindre formella yttranden av olika slag, även föredrag. Något annorlunda ställer det sig vid uppläsning av tryckt eller i detalj utskriven text av saklig natur, inte minst vid uppläsning av kommunikéer, såsom i TT:s fall. Det synes då vara rimligt att man följer texten och icke utbytet de mot dom (eller di). Uttalsformen de med skriften som norm är den enda som kan sägas vara fullt riksgiltig och säkerligen den enda som i det långa loppet har utsikt att bli allmänt erkänd. Den tillfredsställer både dem som finner di »lantligt» och dem som finner dom »vulgärt». Den används också redan av vissa av TT:s uppläsare, liksom den sedan länge använts av Sven Jerring m. fl. | „ |
| – Nämnden för svensk språkvård, 20 januari 1954 | |   |

### Finlandssvenska
I Svenskfinland har distinktionen mellan de och dem i talspråk traditionellt varit mera stabil än i Sverige, ett faktum som stundom åberopas i den sverigesvenska dom-debatten. I de traditionella dialekterna i Finland gäller detta dock främst dialekterna i Österbotten, medan dom har varit vanligt i både subjekts- och objektsform i  dialekterna i södra Finland, det vill säga Åland, Åboland och Nyland. Distinktionen mellan di och dem (uttalat /dem/) har dock även varit kännetecknande för en högre stilart i det talade stadsspråket i Åbo och Helsingfors.
I en sociolingvistisk undersökning av Helsingforssvenskan av Leif Nyholm från 1976 kunde han konstatera att uttalet dom främst användes i subjektsform av lägre socialgrupper, där talarna ofta var inflyttade från den nyländska landsbygden, men att det även ökande bland yngre talare. I Nyholms undersökning uppgav talare dock att di uppfattades som den ”goda varianten”, och dom som dialektalt eller ”sämre”, vilket visar att uttalet dom ännu hade låg status jämfört med uttalet di.
En studie av finlandssvenskt talspråk från 2005–2008 från städerna Mariehamn, Åbo, Helsingfors och Vasa visade också på att uttalet dom ökat sedan 1970-talet och var betydligt vanligare bland yngre talare (födda 1974–1990) än bland äldre (födda 1921–1953). Fördelningen skilde sig även geografiskt: i Mariehamn var dom dominerande bland både äldre och yngre talare, men i de övriga städerna förekom di hos majoriteten av de äldre talarna, men hos en minoritet av de yngre talarna, förutom i Vasa där di fortfarande användes av en knapp majoritet av de yngre talarna. Dessutom visade studien att dom även blivit det vanliga uttalet av objektsformen dem bland yngre talare i Åbo och Helsingfors på bekostnad av uttalet /dem/. I Vasa var /dem/ fortfarande det vanligaste uttalet bland yngre talare, även om dom användes av en minoritet även där. Detta visar att distinktionen mellan de och dem är på väg att försvinna i talspråket även i finlandssvenskan.

## Debatten
Redan i början av 1900-talet lyftes frågan om valet mellan de och dem i vissa grammatiska sammanhang, till exempel i som-satser. Efter radions tillkomst kom frågan att uppmärksammas ytterligare, men gällde då uttalet och hur de bör utläsas vid till exempel nyhetssändningar i radio, som de, som di eller som dom.
Tidningarna och Sveriges Radio fick många insändare och brev gällande uttalet av de i radio. 1951 diskuterades till exempel uttalet i Svenska Dagbladet, då journalisten Valdemar Langlet ondgjorde sig över spridningen av i synnerhet uttalet dom i stället för di: ”det har först varit en senare tid förbehållet att börja utsudda den viktiga skillnaden mellan de och dem (dom); på landsbygden vill man gärna verka fin och berest, genom att lägga sig till med (felaktig) stockholmska!”. Till detta skrev historikern Nils Ahnlund ett svar där han menade att talspråket måste upprätthålla distinktionen, ”annars är det fara värt att hela skriftbilden snart går i stöpsleven och att vi få höra ropet på en ’dom’-reform.”
Frågan hade även diskuterats av nyhetsuppläsare själva, och Tidningarnas Telegrambyrå (TT) vände sig 1954 till Nämnden för svensk språkvård för att få ett råd i frågan. Rådet som språknämnden gav var att man vid intervjuer eller vanligt samtalsspråk och vid mindre formella yttranden i radio kan använda det uttal som man är uppvuxen med, dom eller di. vid uppläsning av saklig text, såsom vid kommunikéer, rekommenderade nämnden att de utläses som det skrivs, det vill säga som /deː/. Språknämnden menade att den skriftenliga uttalsformen de ”är den enda som kan sägas vara fullt riksgiltig och säkerligen den enda som i det långa loppet har utsikt att bli allmänt erkänd. Den tillfredsställer både dem som finner di »lantligt» och dem som finner dom »vulgärt».
1962 skriver den tidigare sekreteraren att frågan ”[för närvarande] väsentligen bara rör det talade språket”. I skriven form förekommer dom ”bara i lättare stilarter och i dialog som skall spegla talspråk, däremot icke i skriftspråkets huvudstilart, sakprosan”, det vill säga mer eller mindre i linje med nuvarande rekommendation. Under 1960- och 1970-talen ökade  bruket av stavningen dom, och det förutspåddes då att dom skulle komma att tränga ut de/dem i skriften. Ökningen av stavningen dom kom dock av sig och minskade till och med något under slutet av 1900-talet.
Argumenten i debatten om att ersätta de/dem med dom har ofta kommit ifrån skolvärlden, där det har noterats att elever har svårt att lära sig skillnaden mellan de och dem. Man har också argumenterat att distinktionen redan är försvunnen i mångas talspråk, och eftersom skriftspråket med tiden tenderar att närma sig talspråket är det bara en tidsfråga tills dom ändå ersätter de/dem.
Motståndare till en sådan reform har ibland menat att distinktionen i sig inte är problemet, med tanke på att de flesta ändå behärskar distinktionen. I stället har man menat att svårigheterna ligger i elevernas motivation eller lärarnas ambition att lära ut skillnaden. Dessutom har man menat att det är nödvändigt att lära sig skillnaden mellan de och dem för att kunna tas på allvar som skribent.
Motståndare till en dom-reform har också åberopat att en sådan reform skulle göra dagens texter mera svårtillgängliga för framtida läsare eftersom de/dem är ett så vanligt ord. Förespråkare har då menat att liknande reformer framgångsrikt har gjorts förr, såsom när vi gingo och vi voro övergick i vi gick och vi var.

### Debatten åren 1970–1985
Under 1960-talet hade användningen av stavningen dom ökat, i synnerhet i reklam- och annonsspråk, även i annonser från statliga och kommunala myndigheter. Användningen hade även ökat i vissa typer av tidningsspråk, t.ex. i recensioner. Språkvetaren Bertil Molde skriver i en artikel i Språkvård från 1971 att ”formen dom måste anses vara relativt ovanlig i skrift, även om dess frekvens har ökat mycket påtagligt under de senaste åren”. Den ökade användningen av dom ledde till en debatt om stavningen av de/dem under 1970-talet och första halvan av 1980-talet.
Denna debatt drevs främst av språkforskare och språkvårdare samt vissa lärare. Debatten var under denna period del av en större diskussion om talspråkets och skriftspråkets närmande. Man diskuterade alltså även stavningar såsom ska och skall, mej och mig, nån och någon, med mera. I den tidiga dom-debatten diskuterades även flera andra aspekter av dom, såsom uttalet av de, i synnerhet i mera offentliga eller formella sammanhang. Språkvetare diskuterade även användningen av de/dem i som-satser där språkbruket sedan länge hade vacklat.
I Svensklärarens årsskrift diskuterades frågan av lektorerna och svensklärarna Nils Uthorn och Sven Pihlström i två artiklar från 1970 och 1972. Uthorn var i sin artikel  kritisk mot stavningen dom och menade bland annat att dom skulle fjärma svenskan från de övriga nordiska språken såsom bokmål och danska, där de stavas så och för det mesta uttalas di. Han var även kritisk mot uttalsformen dom i offentliga sammanhang, och menade uttalet och stavningen dom utgör ett stilbrott i vissa sammanhang, t.ex. i bibliska texter eller äldre teaterpjäser med ett i övrigt ålderdomligt eller högtidligt språk. Pihlström å sin sida att dylika ”stilbrott” är del av den språkliga utvecklingen och kommer att omvärderas med tiden. Pihlström anser att man bör söka ”upphäva diskrepensen mellan skriftspråk och talspråk”, och tror på en ”mjuk reform” med en övergång till dom i alla stilarter i framtiden, samt att man inte bör rätta dom i gymnasieelevers texter.
I tidningen Språkvård togs aspekter av frågan upp i två artiklar av språkvetaren Bertil Molde 1971 och 1980. I den första artikeln är Molde kritisk mot stavningen dom den endast representerar somliga dialekter. Molde menar att  stavningen de möjliggör för såväl uttalet di som dom (eller de), medan stavningen dom preskriberar ett dom-uttal. Likt Uthorn menar han också att reformen skulle fjärma svenskan från norskan och danskan, och menar att ”inte mycket” talar för en reform. Han är positiv till att tal- och skriftspråket har god överensstämmelse, men enbart om talspråksformerna gäller över hela det svenska språkområdet. Han menar dessutom att skolan skulle göra eleverna en otjänst att inte lära ut korrekt användning av de/dem. I sin artikel från 1980 argumenterar han för att både de och dem är godtagbara former i som-satser. Denna artikel var enligt språkvårdarna Lena Lind Palicki och Susanna Karlsson en brytpunkt i dom-debatten, eftersom det var då språkvården började tillåta både de och dem före relativsats.
I Dagens Nyheter debatterades frågan i ett antal insändare under 1972–1973 av professorerna Alvar Ellegård och Björn Collinder. Ellegård, som förespråkade generativ grammatik, argumenterade i dessa för en övergång till dom med argumentet att de/dem inte längre ingår i svenskarnas ”inre grammatik”, utan behövs läras in som ett främmande språk. Collinder menade i en replik att uttalet dom inte är allenarådande i alla former av svenska.
I tidningen Journalisten uppmanade docenten Peter Cassirer år 1980 alla journalister att övergå till att skriva dom för att eliminera osäkerheten i valet mellan de och dem före bland annat relativsatser.
Frågan debatterades även under åren 1984–1985 i tidningen Svenskläraren av såväl lärare som forskare. Startskottet på denna debatt var en artikel av lärarna Gunnel Persson och Thore Pettersson där de rekommenderade svensklärare att börja förorda stavningen mej och dom till sina elever, men att de bör behållas som bestämd artikel. Detta eftersom de/dem enligt författarna har kommit att bli ”onaturligt” och som ”mycket få svenskar kan lära sig att behärska”. Detta ledde till kritik från bland annat gymnasielektorn Lars Conon som menade att lärarna bör lära ut det språk som är de yrkesverksammas skriftspråk, s.k. ”bruksprosa”, och inte rätta sig efter eleverna. Språkvårdarna Gun Widmark och Catharina Grünbaum var mycket kritiska till de argument som hade framförts och påpekade att de flesta elever faktiskt behärskar de/dem och rekommenderade i stället att svensklärarna fortsätter lära ut de/dem som normalformer och dom enbart i talspråklig eller vardaglig stil.
I tidningen Finlandsnytt skrev språkvårdaren Mikael Reuter 1984 att en dom-reform skulle innebära ”ytterligare en onödig skillnad mellan rikssvenskan och finlandssvenskan” och att dom skulle göra gårdagens litteratur mera svårtillgänglig för framtidens läsare. Även om dom har gammal hävd i vissa finlandssvenska dialekter har ”vi i Finland föga till övers för användningen av dom i skrift”.

### Debatten 1986–2000
Efter debatten 1984–1985 debatterades frågan förhållandevis lite. I språkspalten Reuters ruta i Hufvudstadsbladet 1990 upprepade den finlandssvenske språkvetaren Mikael Reuter sitt motstånd emot dom i skrift, eftersom det ”tvångsstyr uttalet” och han ansåg det vara beklagligt att dom fått fäste i barnlitteraturen.
Under denna period kom även användningen av stavningen dom att minska något. I tidskriften Språkvård 1978 undersökte lektor Sten Ewerth frekvensen av stavningen dom i tidningstexter, och fann att andelen dom av totalt antal de/dem/dom var 2,4% i dagspressen, och 10,3% i veckopressen, och då företrädesvis som pronomen och relativt lite som bestämd artikel. 1992 gjorde Ewerth en uppföljningsundersökning, och fann att andelen dom hade sjunkit till 1,8% i dagspressen, och förekom inte alls som artikel.

### Debatten 2000–2020
Frågan ägnades ett kapitel i Språkriktighetsboken från 2005, och 2010 föreslog professor Olle Josephson att de skulle bli både subjekts- och objektsform. Samma förslag uttryckte professor Ulf Teleman i boken Tradis och funkis från 2014. Samma år skrev professor Lisa Holm i en språkspalt i Svenska Dagbladet att hon ansåg att tiden var mogen för att införa dom som skriftspråksform. I radioprogrammet Språket i P1 tyckte professor Jan-Ola Östman vid Helsingfors universitet att förslaget vore allt för radikalt ur ett finlandssvenskt perspektiv. I samma program hade professor Per Ledin argumenterat för ett ”enhets-dom” året före.
2016 debatterades frågan i två månader i tidningarna efter en debattartikel från gymnasieläraren Henrik Birkebo. Många av argumenten som hade anförts i debatten på 1970-talet återkom, men Birkebo menade även att stavningen dom vore fördelaktig för att särskilja de från det, som vid läsuttal av de får identiska uttal. Stödet för en reform var ändå lägre år 2016 än vad det var på 1970-talet. Frågan debatterades också mer av journalister och kolumnister, än av lärare och språkvetare, som hade fört debatten på 1970-talet. I debatten på 2010-talet var också premisserna något annorlunda. På 1970-talet var det snarare idén om att talspråket och skriftspråket ska ligga närmare varandra som låg bakom debatten. På 2010-talet bottnade frågan snarare i att många inte längre behärskar distinktionen mellan de och dem. Svensklärare upplever också att distinktionen mellan de och dem är mera utmanande nu än förr. 2015 svarade 63% av lärarna i en enkät genomförd av språkvårdarna Susanna Karlsson och Lena Lind Palicki att det var den allra mest utmanande språkriktighetsfrågan, medan frågan fick ringa uppmärksamhet i en liknande enkät av Catharina Grünbaum från 1976. Studien visade däremot också att felanvändningen av pronomenen var relativt låg på teoretiska gymnasieprogram.

### Debatten på 2020-talet
2022 återkom debatten i ett antal krönikor och debattartiklar i pressen. Författaren och språkvetaren Sara Lövestam skrev en krönika i Svenska Dagbladet där hon spådde att dom inom några decennier kommer att ersätta de/dem. I slutet av mars förespråkade återigen läraren Henrik Birkebo i Expressen en reform, och frågan diskuterades i en krönika av Språktidningens chefredaktör Anders Svensson, där han menade att en dom-reform skulle innebära en övergångsperiod där båda skrivsätten är möjliga, och där dom enbart kommer att väcka irritation under denna övergångsperiod. Frågan diskuterades också av språkvetaren och språkvårdaren Lena Lind Palicki i Svenska Dagbladet där hon förespråkade en övergång till dom. I finlandssvenska Hufvudstadsbladet uttalade sig språkvetaren och språkvårdaren Charlotta af Hällström-Reijonen att man kan lägga till dom vid sidan av de/dem som accepterad skriftform för att på så sätt bredda normen. I flera av dessa inlägg drogs parallellen till slopandet av verbens pluralformer på 1940-talet. I Expressen vände sig språkvetaren Ola Wikander emot vissa formuleringar i debatten, till exempel att skriftspråksreformer är ”ofrånkomliga”, och menade att språkliga reformer alltid är en fråga om val. I debattartikeln gav han exempel på flera språk, såsom arabiska, som upprätthåller språkliga distinktioner i skriftspråket som inte har stöd i det talade språket.
I maj 2022 utförde Novus en opinionsundersökning på uppdrag av Språktidningen hur de tillfrågade ställde sig till att gå över till att skriva dom i stället för de/dem. Undersökningen byggde på 1030 intervjuer med deltagare i åldern 18 till 79 år och visade att 26 procent av svenskarna var mycket, eller ganska positiva till en dom-reform. 31 procent var varken positiva eller negativa, medan 39 procent var mycket eller ganska negativa. Motståndet var störst i åldersgruppen 18 till 29 år, där 58 procent var negativa, medan motsvarande siffra var 26 procent i åldersgruppen 65 år och uppåt, där i stället 28 procent var positiva till en reform. Dessutom var stödet lägre hos studenter, 9 procent, än hos arbetare där stödet var 31 procent.
I mars 2023 återkom debatten i media efter att det meddelats att Lena Lind Palicki, som tidigare debatterat för stavningen dom, skulle tillträda som ny chef för Språkrådet. Bland annat uttalade sig Nils Håkanson, Victor Malm och Björn Ranelid i frågan. Den 23 mars gjorde Språkrådet ett uttalande och skrev att ”Språkrådets råd [fortsatt är] att man använder formerna de och dem” eftersom ”dessa former dominerar stort och är avsevärt vanligare än dom om man undersöker språkbruket i offentliga texter.”

### Originalcitat och översättningar
1. ↑  ”Vilken betalning dom bekände sig … ha anammat.”
2. ↑  ”Nach der Mundart zu Stockholm sagt man auch dom für de und dem.”